# Microsoft Java Virtual Machine
Microsoft Java Virtual Machine (MSJVM) とは、マイクロソフトによるプロプライエタリなJava仮想マシンの実装。2007年にサポートが終了された。

## 概要
初期のMSJVMは、Internet Explorer 3でJavaアプレットを動作させるために作成された。MSJVMのリリースから2年は、Windowsで動作するJava仮想マシンの実装の内、JavaWorldのテストでは一番高速に動作した。しかし、1999年にIBMによる実装がその記録を更新した。
1997年及び1998年には、PCMagによる賞を受賞している。
1998年に公開された新しいリリースでは、Java Native Interfaceに加えてJ/Direct及びRaw Native Interfaceと呼ばれたプロプライエタリな独自拡張機能が実装された。

## 訴訟問題
1997年10月、サン・マイクロシステムズは不完全なJava 1.1の実装であるとしてマイクロソフトに対して反トラスト法による民事訴訟を起こした。この訴訟はUnited States v. Microsoft Corp.とも呼ばれる。訴訟の中で、マイクロソフトによる独自拡張は3E戦略の実行と主張され、裁判の証拠として採用された。

訴訟に対して仮差し止めを支持するボルチモア連邦地方裁判所の文書はマイクロソフトがJava市場を破壊しようとしたと述べている。
2001年、マイクロソフトはサンと和解し、MSJVMの開発を中止した。マイクロソフトはサンに2000万ドルを支払うこと、サンの知的財産と商標を侵害している古いバージョンのMSJVMが含まれたマイクロソフト製品のサポート終了について合意に達した。
2002年に、サンはマイクロソフトに対してサンのJava仮想マシン実装と互換性のあるJava仮想マシンの実装をリリースするよう求める訴訟を起こした。2002年末、連邦地方裁判所はマイクロソフトに対してサンのJava仮想マシンを同梱すること、及びMSJVMの配布禁止を命ずる仮処分命令を下した。しかし2003年、連邦控訴裁判所はサンのJava仮想マシンを同梱する命令を棄却している。

## 訴訟後の影響
- 2001年にリリースされたWindows XPはMSJVMを含んでおらず、Internet ExplorerでJavaアプレットを動作させるためにはサンのJava仮想マシンを導入するか、MSJVMのコピーをダウンロードする必要があった。2002年9月9日にリリースされたWindows XP Service Pack 1では、MSJVMが同梱されるようになった[7]。2003年1月21日、連邦裁判所はMSJVMの配布を禁止する仮差し止め命令を発行した[4]。2003年2月2日には、和解を受けてService Pack 1からMSJVMを取り除いたService Pack 1aがリリースされた[4]。
- 2003年には2003年末でサポートが終了することが発表された[6]。しかし、2003年10月7日には2004年9月末までサポートが延長されることが発表され[6]、その後2007年12月31日までサポートが継続されることが発表された[8][1]。

## マイクロソフト版OpenJDKビルド
2021年4月6日、マイクロソフトはマイクロソフト版OpenJDKビルドを公表した。5月25日、Microsoftはブログでビルドが一般に使用できる品質になったと発表した。このビルドは、クラスパス例外つきGPLv2でライセンスされ、Technology Compatibility Kitに合格しており、すでにMinecraftのランチャーにバージョン16のJavaとして同梱されている。